# 費城聯
費城聯（英文：Philadelphia Union）又稱爲費城聯合是一個美國職業足球俱樂部。創立於賓夕法尼亞州費城的衛星城——切斯特。目前參加美國職業足球大聯盟賽事。
2010年，費城聯是第16支加入大聯盟的球會，主場爲速霸陸公園。該球場位於特拉華河的河岸。目前擔任主教練的是吉姆·科廷。

## 球會歷史
2020年6月15日，費城聯宣布NBA籃球球星凱文·杜蘭特成為該俱樂部的投資者和社區合作夥伴，杜蘭特持有俱樂部5%的所有權，並且可以選擇在不久的將來再購買5%。

## 球員與職員
後衛
守門員 

## 著名球員
- 布蘭登·亞倫森（Brenden Aaronson）

## 外部連結
- 官方网站